# Палл Клеттскард
Палл Клеттскард (фар. Páll Klettskarð, нар. 17 травня 1990) — фарерський футболіст, нападник клубу «Клаксвік» та національної збірної Фарерських островів.

## Клубна кар'єра
Народився 17 травня 1990 року. Вихованець клубу «Клаксвік». Ддебютував за першу команду 8 липня 2007 року, але основним гравцем не став, тому надалі виступав за нижчолігові данські клуби «Фремад Амагер» та «Ванлосе».
Своєю грою привернув увагу представників тренерського штабу клубу «Вікінгур», до складу якого приєднався влітку 2010 року. Відіграв за цю фарерську команду наступні півтора сезони своєї ігрової кар'єри.
На початку 2012 року Клеттскард повернувся у рідний «Клаксвік», у складі якого провів наступні шість років своєї кар'єри гравця. Більшість часу, проведеного у складі «Клаксвіка», був основним гравцем атакувальної ланки команди. У складі «Клаксвіка» був одним з головних бомбардирів команди, маючи середню результативність на рівні 0,66 гола за гру першості.
У сезоні 2018/19 він увійшов в історію тим, що став першим гравцем з Фарерських островів у Італії, виступаючи за аматорський клуб «Брено», після чого повернувся у «Клаксвік». Станом на 2 серпня 2023 року відіграв за команду з Клаксвіка 103 матчі в національному чемпіонаті.

## Виступи за збірні
Протягом 2009—2012 років залучався до складу молодіжної збірної Фарерських островів. На молодіжному рівні зіграв у 14 офіційних матчах.
21 лютого 2013 року дебютував в офіційних матчах у складі національної збірної Фарерських островів в товариському матчі проти Таїланду.

## Досягнення
- Чемпіон Фарерських островів (4): 2019, 2021, 2022, 2023.
- Володар Кубка Фарерських островів (1): 2016.
- Володар Суперкубка Фарерських островів (3): 2020, 2022, 2023.
- Кращий бомбардир чемпіонату Фарерських островів (1): 2024 (17 м'ячів)

| Дата       | Місто              | Господарі         | Результат | Гості             | Турнір            | Голи | Примітки |
| ---------- | ------------------ | ----------------- | --------- | ----------------- | ----------------- | ---- | -------- |
| 21-2-2013  | Бангкок            | Таїланд           | 2 – 0     | Фарерські острови | товариський матч  | -    | 78'      |
| 7-6-2013   | Дублін             | Ірландія          | 3 – 0     | Фарерські острови | Відбір до ЧС 2014 | -    | 64'      |
| 11-6-2013  | Стокгольм          | Швеція            | 2 – 0     | Фарерські острови | Відбір до ЧС 2014 | -    | 87'      |
| 14-8-2013  | Рейк'явік          | Ісландія          | 1 – 0     | Фарерські острови | товариський матч  | -    | 68'      |
| 6-9-2013   | Астана             | Казахстан         | 2 – 1     | Фарерські острови | Відбір до ЧС 2014 | -    | 80'      |
| 10-9-2013  | Торсгавн           | Фарерські острови | 0 – 3     | Німеччина         | Відбір до ЧС 2014 | -    | 68'      |
| 11-10-2013 | Торсгавн           | Фарерські острови | 1 – 1     | Казахстан         | Відбір до ЧС 2014 | -    | 77'      |
| 15-10-2013 | Торсгавн           | Фарерські острови | 0 – 3     | Австрія           | Відбір до ЧС 2014 | -    | 74'      |
| 19-11-2013 | Аттард             | Мальта            | 3 – 2     | Фарерські острови | товариський матч  | -    |          |
| 7-9-2014   | Торсгавн           | Фарерські острови | 1 – 3     | Фінляндія         | Відбір до ЧЄ 2016 | -    | 45'      |
| 11-10-2014 | Белфаст            | Північна Ірландія | 2 – 0     | Фарерські острови | Відбір до ЧЄ 2016 | -    | 75'      |
| 3-6-2016   | Франкфурт-на-Майні | Косово            | 2 – 0     | Фарерські острови | товариський матч  | -    | 68'      |
| 7-10-2016  | Рига               | Латвія            | 0 – 2     | Фарерські острови | Відбір до ЧС 2018 | -    | 90'      |
| 25-3-2017  | Андорра-ла-Велья   | Андорра           | 0 – 0     | Фарерські острови | Відбір до ЧС 2018 | -    |          |
| 24-3-2023  | Кишинів            | Молдова           | 1 – 1     | Фарерські острови | Відбір до ЧЄ 2024 | -    | 79'      |
| Усього     |                    | Матчів            | 15        |                   | Голів             | 0    |          |

## Особисте життя
Мати Палла, Олува Клеттскард, колишній депутат парламенту та міністр культури Фарерських островів, представник партії «Республіка».